# Baryphas
Baryphas là một chi nhện trong họ Salticidae.

## Danh sách loài
- Baryphas ahenus Simon, 1902
- Baryphas eupogon Simon, 1902
- Baryphas jullieni Simon, 1902
- Baryphas scintillans Berland & Millot, 1941
- Baryphas woodi (Peckham & Peckham, 1902)